# Guerriere
Die Guerriere (französisch für Kriegerin) war eine 1799 gebaute französische Fregatte, die 1806 von der Royal Navy erobert wurde. Durch ihr Gefecht und ihre Niederlage gegen die US-amerikanische Fregatte Constitution im Krieg von 1812 erlangte sie eine über das Vereinigte Königreich und die Vereinigten Staaten hinausgehende Bekanntheit.

## Unter französischer Flagge
Während der Napoleonischen Kriege wurde die Guerrière am 24. Juli 1803 gemeinsam mit dem 74-Kanonen-Linienschiff Duguay-Trouin von der Elephant (ebenfalls 74 Kanonen) und der Sloop Snake bei Cape Picolet angegriffen. Den Briten gelang es jedoch nicht, die beiden französischen Schiffe in ein dauerhaftes Gefecht zu verwickeln, und so mussten sie sie schließlich ziehen lassen. Am 2. September desselben Jahres wurden Guerrière und Duguay-Trouin erneut von einem britischen Geschwader unter dem Kommando von Commodore Sir Edward Pellew entdeckt. Die Culloden nahm sofort die Verfolgung auf und konnte die Guerrière schwer beschädigen, bevor diese den verbündeten Hafen A Coruña erreichte. Obwohl die Bastionen von Coruña bereits das Feuer auf die Culloden eröffnet hatten, brachen die Briten den Angriff erst kurz vor der Hafeneinfahrt ab.
Am 28. März 1806 begann die Guerrière zwischen Grönland und der Arktis gemeinsam mit den Fregatten Revanche und Syrène sowie der Brigg-Korvette Néarqu eine Kampagne gegen britische und russische Walfänger. Zwar wurde sie vom Rest des Flottenverbandes getrennt, konnte jedoch mehrere Walfangschiffe kapern und zerstören.

## Gefecht gegenBlanche
Am 16. Juli erreichten Informationen über ihre Aktivitäten bzw. ihre Sichtung nahe den Färöer Captain Thomas Lavie von der Blanche. Dieser stach sofort in See und fing die Guerrière zwei Tage später bei den Färöern ab. Zu diesem Zeitpunkt trug das französische Schiff 50 Geschütze, die Blanche 46. Allerdings konnten die Briten diesen Nachteil mit ihren effizienteren Stückmannschaften ausgleichen. Sie eröffneten 15 Minuten nach Mitternacht das Gefecht und feuerten zwei Breitseiten auf die Guerrière ab, bevor diese das Feuer erwidern konnte. Es folgte ein intensiver Zweikampf, bei dem sich die Blanche aufgrund der besseren britischen Seemannschaft als überlegen herausstellte. Als Rumpf und Takelage der Guerrière bereits schwer beschädigt waren, versuchten die Franzosen mit gezielten Schüssen, die Blanche zumindest teilweise zu entmasten, um den Briten entkommen zu können. Als dieses Vorhaben scheiterte, mussten sie sich schließlich dem britischen Schiff ergeben.

## AlsGuerriere
Am 26. Juli erreichte die Guerrière als britische Prise das Vereinigte Königreich. Zwischen dem 1. August 1806 und dem 2. Januar 1808 wurde das Schiff in der Werft in Chatham repariert und ausgerüstet. Am 11. Februar 1808 stach das Schiff als Guerriere unter dem Kommando von Captain Alexander Skene mit dem Ziel Jamaika in See. Unterwegs nahm sie das französische Kaperschiff Malvina sowie die Juliana, die zuvor von der französischen Brigg gekapert worden war. Im Juli 1808 kam sie einem amerikanischen Konvoi zu Hilfe, da dieser von dem französischen Kaperschiff Peraty bedroht wurde. Die Guerriere konnte die Peraty am 17. Juli nach einer 24-stündigen Jagd kapern.
Ab Oktober 1810 war die Guerriere in Halifax stationiert, wo Samuel John Pechell im März 1811 das Kommando übernahm. Am 1. Mai 1811 stoppte die Guerriere eine amerikanische Brigg und entführte einen ihrer Seeleute. Zwar waren die sog. „Impressments“, also das Einziehen von Besatzungen gegen ihren Willen, seit Beginn des Krieges gegen Napoleon Bonaparte schon oftmals von den Briten gegenüber US-Schiffen verübt worden, jedoch verschärfte dieser Vorfall nochmals die bereits äußerst angespannten Beziehungen zwischen dem Vereinigten Königreich und den USA. Infolge dieses Übergriffs kam es wenig später zu einem Gefecht zwischen der President und der weit unterlegenen Little Belt, bei dem das britische Schiff schwer beschädigt wurde. Pechell wurde schließlich 1811 von James Richard Dacres ersetzt.

### Der Krieg von 1812
Am 18. Juni 1812 erklärten die USA Großbritannien den Krieg. Am 17. Juli traf die Guerriere als Teil eines britischen Geschwaders vor Egg Harbor auf die 44-Kanonen-Fregatte Constitution (54 Geschütze). Das amerikanische Schiff hatte die gegnerischen Schiffe zuvor fälschlich als Verbündete identifiziert und versuchte nun verzweifelt, den Briten zu entkommen. Da sich die Schiffe in einer Flaute befanden, setzten die Amerikaner Boote aus, um ihr Schiff außer Reichweite der britischen Kanonen zu schleppen. Die Briten imitierten dieses Manöver. Mit Hilfe von Warpankern gelang es den Amerikanern schließlich, ihren Verfolgern nach einer etwa 60-stündigen Jagd zu entkommen.

#### Seegefecht gegen die USSConstitution

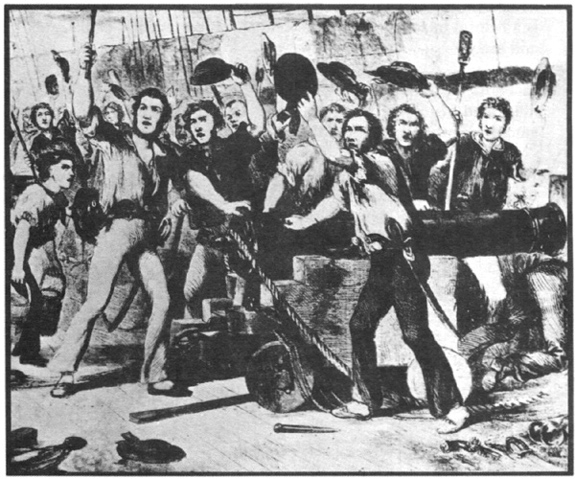
Die Geschützmannschaft der Constitution bereitet sich auf das Gefecht mit der Guerriere vor.

Die Guerriere wurde vom Geschwader getrennt und traf am 19. August erneut auf die Constitution. Der britische Kapitän Dacres übernahm die Initiative und eröffnete das Gefecht. Sein amerikanisches Gegenüber Isaac Hull spekulierte richtigerweise auf einen Kaperversuch der Briten und beantwortete die Salven der Guerriere anfangs nicht. Zudem gelang es den Briten nicht, mit ihren 18-Pfünder-Kanonen die Rumpfwände der Constitution zu durchbrechen, ein Umstand, der dem US-Navy-Schiff den Spitznamen „Old Ironsides“ einbringen sollte.
Als sich die Guerriere auf etwa 25 Meter angenähert hatte, feuerte die Constitution eine kombinierte Breitseite, bestehend aus ihren schweren 24-Pfünder-Geschossen, sowie Streumunition ab. Dabei wurde das britische Schiff schwer beschädigt und ein bedeutender Teil seiner Mannschaft entweder getötet oder verwundet. Als sich zudem durch Rauch, hervorgerufen durch das Gefecht, die Sicht verschlechterte, kam es zwischen beiden Schiffen zusätzlich zu einer Kollision. Der Bugspriet und die Takelage der Guerriere wurden dabei besonders in Mitleidenschaft gezogen, die Schäden an der Constitution waren dagegen vergleichsweise gering. Ab nun war die Constitution auch in Bezug auf Manövrierfähigkeit im Vorteil und konnte die Guerriere innerhalb von 20 Minuten entmasten.
Captain Dacres kam nun in die für britische Kapitäne höchst ungewöhnliche Situation, vor einem feindlichen Schiff die Flagge zu streichen. Es war das erste Mal seit fast zehn Jahren, dass die Briten in einem Eins-zu-Eins-Gefecht eine ihrer Fregatten verloren hatten. Die Guerriere war nach Ansicht von Kapitän Hull zu schwer beschädigt, um sie als Prise in einen Hafen zu bringen – er entschied sich daher das Schiff auf offener See zu verbrennen.
Für das Vereinigte Königreich war dieser Verlust ein Schock, die Besatzungsmitglieder der Constitution wiederum wurden in den USA gefeiert.
Am 2. Oktober wurde Captain Dacres von einem Kriegsgericht an Bord der Africa von jeder Verantwortung für die Niederlage freigesprochen.